# Juice=Juice
A Juice=Juice 2013-ban alakult japán lányegyüttes.
A csoport megalakulását 2013. február 3-án jelentették be. Márciusban debütáltak a Hinamatsuri Fest-en.

## Tagok

### Jelenlegi tagok
- Dambara Ruru
- Kudo Jume
- Macunaga Riai
- Inoue Rei
- Ariszava Icsika
- Irie Risza
- Ebata Kiszaki
- Isijama Szakura
- Endo Akari
- Kavasima Mifu
- Hajasi Niina

### Korábbi tagok
- Mijazaki Juka
- Kanazava Tomoko
- Takagi Szajuki
- Ocuka Aina
- Mijamoto Karin
- Janagava Nanami
- Inaba Manaka
- Uemura Akari

## Diszkográfia
- First Squeeze! (2015)
  1. 2 ¡Una mas! (2018)
- Terzo (2022)

## Díjak

### Japan Record Awards
| Év   | A jelölés tárgya | Kategória         | Eredmény |
| ---- | ---------------- | ----------------- | -------- |
| 2013 | Juice=Juice      | Legjobb új előadó | Jelölve  |
| 2013 | Juice=Juice      | Új művész-díj     | Elnyerte |

## Fordítás
- Ez a szócikk részben vagy egészben  a(z)   [[:en:{{{2}}}|{{{2}}}]] című angol Wikipédia-szócikk fordításán alapul.  Az eredeti cikk szerkesztőit annak laptörténete sorolja fel. Ez a jelzés csupán a megfogalmazás eredetét és a szerzői jogokat jelzi, nem szolgál a cikkben szereplő információk forrásmegjelöléseként.